# Karin Voigt
Karin Voigt (* 4. Dezember 1936 in Berlin; † 21. Februar 2006 in Mannheim) war eine deutsche Autorin und Fotografin.

## Leben
Voigt lebte und arbeitete in Mannheim und war Mitglied im Schriftstellerverband Baden-Württemberg, in der internationalen Autorenvereinigung Die Kogge und in der GEDOK. 

## Werke (Auswahl)
- 1975: Schlaglichter (Chorwerk mit Textcollagen)
- 1976: Bewahre mich nicht (Gedichte)
- 1981: Gefahrenzone (Gedichte)
- 1982: Köpfe (Fotografien, Prosa, Gedichte)
- 1987: Kein Glockenschlag vom Campanile
- 1990: Eisenherz erwache (Novelle)
- 1999: Zungenlust (Lyrik)
- 2005: Federkleider (Gedichte)

## Auszeichnungen
- 1976: Literaturpreis der Stadt Mannheim[1]
- 1991–1992: Arbeitsstipendium des Kultusministeriums des Landes Niedersachsen
- 1993: Berlin-Stipendium des Förderkreises Deutscher Schriftsteller
- 1995: Lyrikpreis der Lyriktage Freudenstadt